# 19598 Luttrell
19598 Luttrell è un asteroide della fascia principale. Scoperto nel 1999, presenta un'orbita caratterizzata da un semiasse maggiore pari a 2,3117225 UA e da un'eccentricità di 0,1437819, inclinata di 4,09371° rispetto all'eclittica.